# فرانک جاسلین بام
فرانک جاسلین بام (انگلیسی: Frank Joslyn Baum؛ ‏ ۳ دسامبر ۱۸۸۳ – ۲ دسامبر ۱۹۵۸) وکیل، نویسنده و تهیه‌کننده فیلم اهل ایالات متحده آمریکا بود.

## گزیده فیلمشناسی
از فیلم‌هایی که وی در آن‌ها نقش داشته‌است، می‌توان به جادوگر شهر از (فیلم ۱۹۲۵) اشاره نمود.